# Ilies Belmokhtar
Ilies Belmokhtar (en arabe : إليس بلمختار), né le 12 mai 2008 à Ivry-sur-Seine, est un footballeur marocain qui joue au poste d'ailier droit à l'AS Monaco.

## Biographie

### Carrière en club
Né à Ivry-sur-Seine en France, Ilies Belmokhtar commence le football en région parisienne passant par l'ES Vitry et l'AS Orly avant de rejoindre le CREPS de Reims puis l'AS Monaco en 2023.
Il évolue d'abord avec les équipes de jeunes, auteur notamment d'un doublé en huitième de finale en Coupe Gambardella début 2025, qui n'empêche toutefois pas à son équipe de s'incliner trois buts à deux contre le Stade rennais de Kader Meïté,. Le 10 avril suivant, il signe son premier contrat professionnel à seulement seize ans.

### Carrière en sélection
En mars 2025, Ilies Belmokhtar  est convoqué avec l'équipe du Maroc des moins de 17 ans pour participer à la Coupe d'Afrique des nations des moins de 17 ans qui a lieu en mars puis avril à domicile,. Il s'illustre dès le premier match contre  l'Ouganda, auteur doublé et nommé homme du match,,, continuant ensuite à impressionner au cours d'une phase de poule dont il termine dans l'équipe type,.
Le Maroc atteint la finale de la compétition après sa victoire aux tirs au but face à la Côte d'Ivoire après un match nul et vierge,,. Même résultat en finale, après un autre match nul et vierge, les marocains remportent le premier titre de leur histoire dans la compétition face au Mali lors de la séance de tirs au but,. Ses prestations sont salués par son club, l'AS Monaco,. Lors de cette compétition, il forme un duo remarqué avec son coéquipier Abdellah Ouazane. Il est inclus dans l'équipe type de la coupe d'Afrique,,.

## Palmarès

### En sélection
- Maroc -17 ans
  - Coupe d'Afrique des nations
    -  Vainqueur en 2025

  - Championnat d'Afrique du Nord
    -  Médaille de bronze en 2024

### Distinctions personnelles
- 2025 : Dans l'équipe type de la phase de groupe de la CAN U17[22].
- 2025 : Dans l'équipe type de la CAN U17[19].
- 2025 : Vainqueur du prix Golden Kid U17[réf. nécessaire]